# Столкновение над Серритосом
Столкновение над Серритосом — крупная авиационная катастрофа, произошедшая в воскресенье 31 августа 1986 года. В ясном небе над Серритосом (округ Лос-Анджелес, штат Калифорния) столкнулись авиалайнер McDonnell Douglas DC-9-32 авиакомпании Aeroméxico (рейс AM 498 Мехико—Гвадалахара—Лорето—Тихуана—Лос-Анджелес) и частный самолёт Piper PA-28-181 Archer II (рейс Торранс—Биг-Бир-Сити). Оба самолёта упали на расположенный под ними город. В катастрофе погибли 82 человека — все находившиеся на обоих самолётах 67 человек (64 на DC-9 (58 пассажиров и 6 членов экипажа) и 3 на Piper PA-28 (1 пилот и 2 пассажира) и 15 человек на земле, ещё 8 человек на земле получили ранения.
В СМИ катастрофа известна как Авиационная катастрофа в Серритосе (англ. Cerritos Airplane Crash).

## Сведения о самолётах

### McDonnell Douglas DC-9
McDonnell Douglas DC-9-32 (регистрационный номер XA-JED, заводской 47356, серийный 470) был выпущен в 1969 году (первый полёт совершил 21 февраля). 18 апреля того же года был передан авиакомпании Delta Air Lines (борт N1277L). 30 ноября 1979 года был куплен авиакомпанией Aeroméxico, в которой получил бортовой номер XA-JED и имя Hermosillo. Оснащён двумя турбореактивными двигателями Pratt & Whitney JT8D-7.
Самолётом управлял опытный экипаж, состав которого был таким:
- Командир воздушного судна (КВС) — 46-летний Антонио Вальдес Пром (исп. Antonio Valdez Prom). Пилот 1-го класса, проработал в авиакомпании Aeroméxico 13 лет и 10 месяцев (с октября 1972 года). На командира McDonnell Douglas DC-9 был квалифицирован 20 октября 1984 года. В связи с близорукостью по медицинским показаниям носил очки. Налетал 10 641 час, 4632 из них на DC-9.
- Второй пилот — 26-летний Хосе Гектор Валенсия (исп. Jose Hector Valencia). Опытный пилот, проработал в авиакомпании Aeroméxico 2 года и 2 месяца (с июля 1984 года). На второго пилота McDonnell Douglas DC-9 был квалифицирован 31 августа 1984 года. Для коррекции зрения по медицинским показаниям носил очки. Налетал 1463 часа, 1245 из них на DC-9.

Оба пилота на момент катастрофы работали 6 часов, из них непосредственно в полёте — 4,7 часов.
В салоне самолёта работали четыре стюардессы:
- Лаура Элиза Лавилла Баллестерос (исп. Laura Eliza Lavilla Ballesteros), 23 года.
- Розалия Диас Эрнандес (исп. Rosalia Diaz Hernandez), 23 года.
- Патрисия Трильо Лопес (исп. Patricia Trillo Lopez), 27 лет.
- Альма Габриэла Санчес (исп. Alma Gabriela Sanchez), 23 года.

### Piper PA-28
Piper PA-28-181 (Piper Cherokee Archer II) (регистрационный номер N4891F, выпущен 9 сентября 1976 года, оснащён винтовым двигателем Lycoming O&VO-360 SER) принадлежал 53-летнему Уильяму К. Крамеру (англ. William K. Kramer) — работнику химической промышленности, который получил лицензию пилота 21 декабря 1984 года и налетал 231 час. Самолёт был окрашен в белый цвет с двойной жёлтой полосой вдоль фюзеляжа, а на обтекателях шасси нанесены синие полосы. Синим цветом были нанесены и регистрационные номера. Транспондер самолёта модели AT-50A не передавал информацию о высоте, что тогда было нормой для малых самолётов.

## Хронология событий

### Предшествующие обстоятельства
31 августа 1986 года McDonnell Douglas DC-9-32 борт XA-JED выполнял рейс AM 498 из Мехико в Лос-Анджелес с промежуточными посадками в Гвадалахаре, Лорето и Тихуане. Рейс AM 498 вылетел из последнего промежуточного аэропорта Тихуана в 11:20 и взял курс на Лос-Анджелес. На его борту находились 58 пассажиров (48 взрослых и 10 детей): 36 граждан США (включая 10 детей), 20 граждан Мексики (из них 11 проживали в США, а 9 — в Мексике) и по 1 гражданину Колумбии и Сальвадора (последний проживал в США — в Нью-Йорке). Из этих 58 человек двое сели в Мехико, 6 — в Гвадалахаре, 31 — в Лорето и 19 — в Тихуане.
| Гражданство | Пассажиры | Экипаж | Всего |
| ----------- | --------- | ------ | ----- |
| Колумбия    | 1         | 0      | 1     |
| Мексика     | 20        | 6      | 26    |
| Сальвадор   | 1         | 0      | 1     |
| США         | 36        | 0      | 36    |
| Всего       | 58        | 6      | 64    |

Piper PA-28-181 Archer II борт N4891F вылетел из Торранса примерно в 11:41 и взял курс на Биг-Бир-Сити по правилам визуальных полётов. На борту самолёта помимо самого Уильяма К. Крамера находились также его 51-летняя жена Кэтлин Крамер (англ. Kathleen Kramer), по профессии врач-диетолог, и одна из дочерей — 26-летняя Каролина Крамер (англ. Caroline Kramer). Уильям связался с диспетчером аэропорта Хоторн и согласовал с ним план полёта. Согласно плану, самолёт должен был сперва лететь в сторону Лонг-Бич, затем к Онтэрио, после которого уже направляться прямо к Биг-Бир-Сити.

### Катастрофа

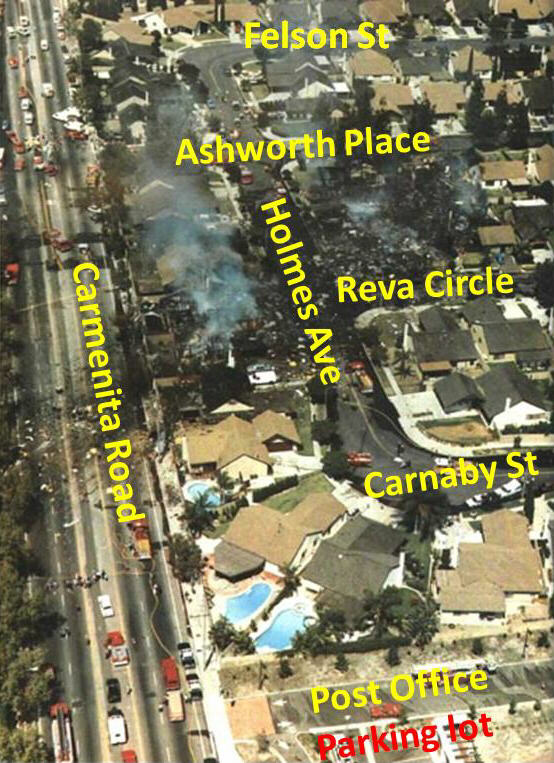
Место катастрофы рейса 498

Падающий после столкновения рейс 498

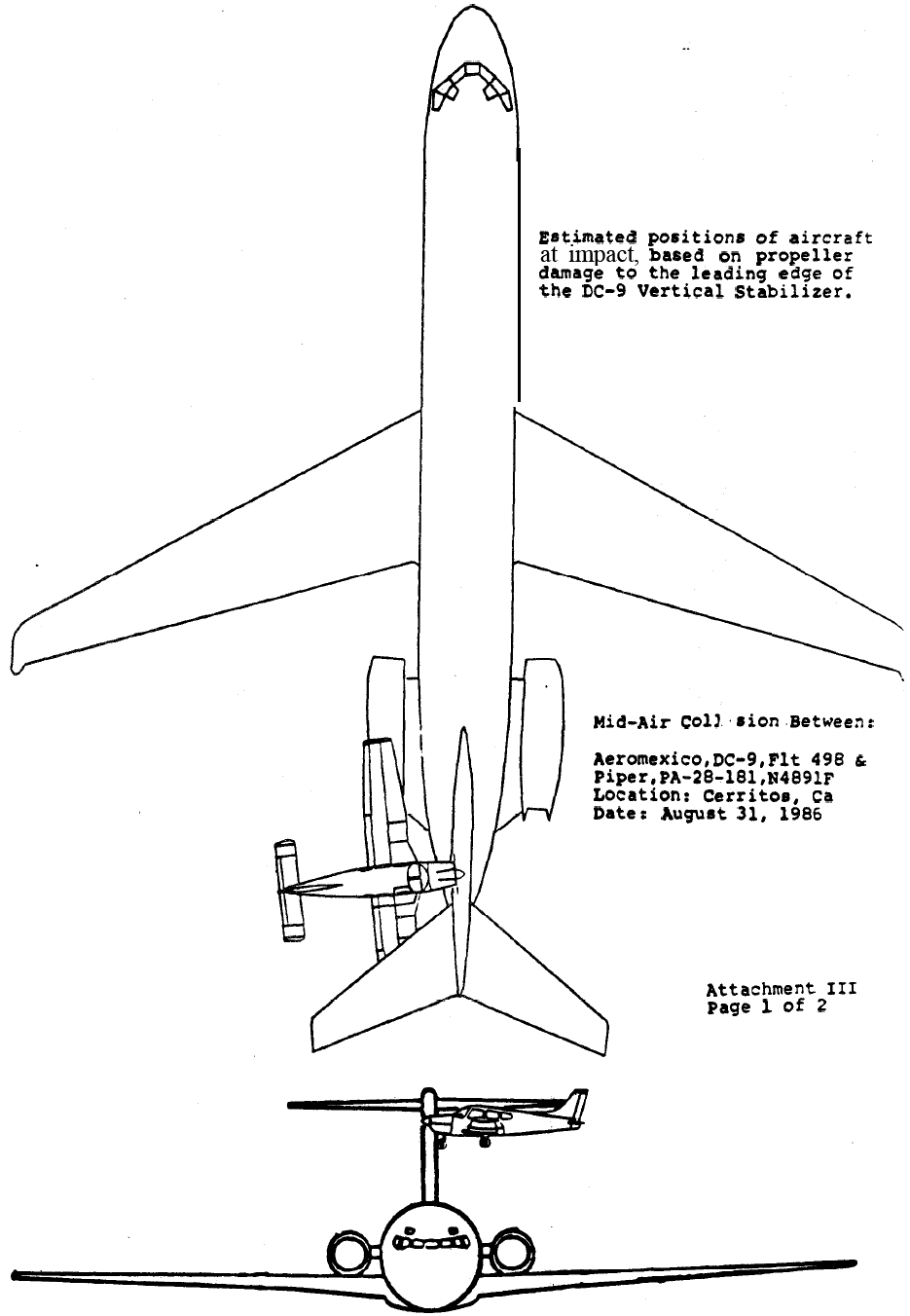
Схема столкновения самолётов

В диспетчерском центре аэропорта Лос-Анджелеса работал 35-летний Уолтер Р. К. Уайт (англ. Walter R. C. White). Диспетчером он устроился 3 декабря 1980 года и до перевода в Лос-Анджелес имел опыт работы на диспетчерских башнях в аэропортах Браун и Монтгомери (оба находятся у Сан-Диего), авиабазе Морской пехоты Эль Торо, а также в ряде других.
В 11:47:28 с диспетчером вышел на связь рейс 498 и доложил, что он на высоте 2134 метра. В ответ рейсу 498 было дано указание ложиться на курс 320° для захода на посадку по приборам, на что пилоты подтвердили приём информации. В 11:50:05 пилотам было дано указание снизить воздушную скорость до 389 км/ч. В 11:49:36-11:49:52 экипаж рейса 498 связался с оператором в центре Aeroméxico и доложил, что будет осуществлять посадку в аэропорту Лос-Анджелеса.
В 11:50:46 авиадиспетчер Лос-Анджелеса предупредил рейс 498 о движении на 10 часов (около 60° слева по направлению полёта) на расстоянии 1800 метров и на неизвестной высоте. Пилоты рейса 498 подтвердили приём информации, но не доложили, что видят самолёт. Дополнительный самолёт был вовсе не Piper PA-28 семьи Крамеров, который, в свою очередь, на экране радара не отображался. В 11:51:04 пилоты рейса 498 получили указание снизить скорость до 352 км/ч и снижаться до 1829 метров.
Неожиданно в 11:51:18 с диспетчером вышел на связь пилот легкомоторного Grumman Tiger (AA-5B Tiger) (борт N1566R). Он летел из Фуллертона в Монтерей на высоте 1372 метра, когда нарушил воздушное пространство аэропорта и теперь просил о радарном сопровождении. Занятый ведением рейса 498 диспетчер смог ответить пилоту легкомоторного самолёта только в 11:52:04 и дал указание установить код ответчика 4524. Также он дал указание данному пилоту снизиться до 1036 метров в связи с плотным движением выше 1524 метров.
Тем временем, в 11:51:45 пилоты рейса 498 получили указание сохранять текущую скорость. В ответ они запросили, какая скорость им желательна, на что услышали: Снизьте до… один девять ноль (англ. Reduce to… one nine zero). В 11:52:00 с рейса 498 доложили о поддержании скорости 190 узлов, на что диспетчер дал им указание: Ожидайте визуальный заход на полосу два четыре правая [24R]… (англ. Expect the visual approach for runway two four right…). Но с рейса 498 получение информации не подтвердили. Доклад о скорости в 11:52:00 был последней передачей с рейса 498. Диспетчер предпринял несколько безуспешным попыток связаться с ним, когда в 11:52:36 отметка рейса AM 498 пропала с экрана радара. Диспетчер связался с рейсом AA 333 авиакомпании American Airlines и спросил, видит ли тот DC-9, на что ему доложили о наблюдении большого шлейфа дыма слева от себя.
Рейс AM 498 летел над Серритосом на высоте около 2000 метров, когда в 11:52:06 посреди ясного неба при видимости 14 километров в его хвостовую часть врезался Piper PA-28 Уильяма К. Крамера. Ударом у авиалайнера срезало верхнюю часть киля вместе с обоими горизонтальными стабилизаторами и тот быстро перешёл в пикирование, а у частного самолёта срезало всю верхнюю часть фюзеляжа и вертикальный стабилизатор. На большой скорости рейс AM 498 рухнул на жилой район, разрушив 5 домов и повредив ещё 7 домов, а борт N4891F упал на двор начальной школы.
В катастрофе погибли 82 человека — все 64 человека на борту DC-9 (6 членов экипажа и 58 пассажиров), все 3 человека на борту Piper PA-28 (пилот, его жена и дочь), а также 15 человек на земле (жители Серритоса). Ещё 8 человек на земле получили ранения различной степени тяжести.

## Расследование
Расследование причин столкновения над Лос-Анджелесом проводил Национальный совет по безопасности на транспорте (NTSB).
Окончательный отчёт расследования был опубликован 7 июля 1987 года.

### Выводы NTSB
По итогам расследования NTSB сделал следующие выводы:
1. Самолёты столкнулись под углом 90° на высоте около 2000 метров при ясных метеорологических условиях в контролируемом воздушном пространстве аэропорта Лос-Анджелес.
2. Оба пилота должны были видеть друг друга и уклониться. Однако не имеется никаких доказательств о попытке избежать столкновения.
3. Пилот Piper PA-28 непреднамеренно нарушил контролируемое воздушное пространство. Это произошло случайно и не являлось результатом какого-либо технического сбоя.
4. Радар аэропорта должен был отображать положение Piper PA-28, однако не показывал положение основной цели на экране из-за помех от тёплых масс воздуха, а также потому, что аналоговый ответчик самолёта не взаимодействовал с системой подхода TRACON.
5. Авиадиспетчер заявил, что радар Лос-Анджелеса не отображал на экране Piper PA-28, из-за чего рейс AM 498 не был предупреждён. Невозможность наблюдения за данным легкомоторным самолётом и дачи указания рейсу 498 на изменение траектории полёта способствовали катастрофе.
6. Лос-Анджелесская радарная система TRACON не оборудована автоматизированной системой опасного сближения, которая могла бы обнаружить и предупредить диспетчера о конфликтных рейсе AM 498 и борте N4891F.

### Вероятная причина
Наиболее вероятной причиной катастрофы NTSB назвал ограничения системы УВД, которая не имела защиты от столкновений в воздухе и автоматического резервирования систем.
Факторами, приведшими к катастрофе, стали:
- несанкционированный вход Piper PA-28 в пространство аэропорта из-за невнимательности пилота,
- ограниченность системы УВД аэропорта Лос-Анджелеса по защите от столкновений[12].

## Последствия
Вопреки традиции отказываться после катастрофы от номера разбившегося рейса в знак уважения к погибшим на нём, рейс AM 498 в авиакомпании Aeroméxico существует и поныне, но его маршрут изменился (Мехико—Монтеррей—Лас-Вегас) и по нему летает Boeing 737-800.

## Культурные аспекты
- В 13 серии 2 сезона сериала «Во все тяжкие» была показана сцена с столкновением самолётов на основе столкновения над Серритосом, когда Волтер отдыхая у бассейна на заднем дворе слышит громкий взрыв, поднимая голову он видит обломки летящие от огромного огненного шара. В сериале причиной столкновения был сам диспетчер перепутав данные.
- Столкновение над Серритосом показано в 4 сезоне канадского документального телесериала Расследования авиакатастроф в эпизоде Столкновение над Лос-Анджелесом (подразумевался не город, а округ)[10].
- Также она показана в американском документальном телесериале от «MSNBC» Почему разбиваются самолёты[англ.] (англ. Why Planes Crash) в серии Столкновения (англ. Collision Course).

### Комментарии
1. ↑  Здесь и далее указано Тихоокеанское стандартное время — PST (UTC-08:00)